# Мелодична формула
Мелодична формула (melodic formula, intonation formula) — стійкий мелодійний зворот, що переходить з одного музичного твору в інший. Мелодійна формула — одна з найважливіших категорій монодійного ладу модального типу, характерного для західного григоріанського співу, давньоруського знаменного розспіву, арабської та турецької макама, індійської раґи і т. д. З окремих формул за принципом центонізації можуть складатися цілісні типізовані мелодії, «мелодії-моделі» (Type-melody, melody type).
Значимість мелодійної формули неоднакова в різних монодійних традиціях різних традиційних культур і географічних регіонів, в межах однієї культури — неоднакова в різних музичних жанрах (формах). Наприклад, в григоріаніці значення мелодійної формули велике в псалмодії і близьких до псалмів формах cantus planus (в трактусі, інтройті, комуніо) і набагато менше — в інших літургійних жанрах/формах (наприклад, в гімнах і секвенціях). Деякі жанри російського знаменного розспіву розглядаються як піснеспіви, цілком скомпільовані (за принципом центона) з наспівок, в той час як в інших відзначаються тільки деякі впізнавані формули (центонізації, як композиційного принципу, немає).